# Luci Rosci (ambaixador)
Luci Rosci (en llatí Lucius Roscius) va ser un ambaixador romà del segle v aC. Formava part de la gens Ròscia, una antiga gens romana d'origen plebeu.
Va ser enviat a Fidenae junt amb altres tres col·legues l'any 438 aC. Els quatre ambaixadors van ser fets presoners i assassinats pels habitants de la ciutat, per instigació de Lar Tolumni, rei de Veïs. Se'ls va erigir una estàtua a la Rostra de Roma que encara existia en temps de Ciceró.